# Incidente de Voronezh
O incidente de Voronezh foi um suposto avistamento de OVNIs relatado na cidade de Voronezh, na União Soviética, em 27 de setembro de 1989. O incidente foi supostamente testemunhado por um grupo de crianças, com outros membros da comunidade local, incluindo funcionários públicos, que alegaram ter visto apenas a nave, não os tripulantes desta. A área tem sido popular entre os turistas que caçam OVNIs.

## Alegações
A história relatada pela Agência de telégrafo da União Soviética (TASS) alegava que um grupo de crianças tinham visto uma pequena bola no céu enquanto estavam em um parque brincando, quando esta rapidamente se transformou em um disco, que pousou perto deles. Testemunhas então relataram um suposto "alien de três olhos" e um robô saindo da nave. O suposto extraterrestre olhou para uma das testemunhas que estava horrorizada, paralisando-a, antes de partir e retornar cinco minutos depois para sequestrar um jovem de 16 anos de idade, usando o que foi descrito como um tubo de pistola de 50 cm de comprimento. Embora as crianças fossem as únicas que alegavam ter testemunhado os extraterrestres, o Tenente Sergei A. Matveyev da Delegacia de Polícia do distrito de Voronezh alegou ter visto a nave. O Ministério do interior da Rússia disse que eles enviariam tropas para a área caso os OVNIs reaparecessem.

## Depoimentos
Em 17 de setembro de 1989, a TASS informou que um correspondente do governo tinha falado com "10 ou 12 jovens", que alegaram ter visto um disco voador. O artigo original citou o Dr. Silanov, do Laboratório Geofísico de Voronezh, confirmando a localização do suposto pouso do OVNIs usando bilocação. Silanov negou que ele tinha feito tal observação, ou realizado tal experiência. O relatório de setembro de 1989 foi o mais divulgado de uma série de alegações de OVNIs feita pelos meios oficiais do governo. Observou-se que, ao contrário dos relatos na América, os seres relatados eram completamente neutros e nem sequer falavam durante a sua "visita". Imediatamente após o suposto incidente, centenas de relatos de OVNIs começaram a aparecer, até de um repórter do jornal Komsomolskaya Pravda alegando ter uma entrevista exclusiva com seres alienígenas de um lugar chamado Red Star.
Para este fim, a Comissão Científica Soviética ordenou um inquérito oficial sobre o suposto incidente. Embora a área tenha tido uma presença acima da média do isótopo radioativo césio, o vice diretor da Universidade de Voronezh rapidamente dispensou a ideia de que isso era algo significativo. Logo após o suposto evento, apenas Sovietskaya Kultura e a TASS tentaram passar a história como uma não-ficção, com o jornal comunista oficial defendendo a sua decisão, dizendo: "A regra de ouro do jornalismo: o leitor deve saber de tudo". O jornal foi perguntado pelas pessoas se o comunicado estava sendo sarcástico e foram repetidamente assegurados pelo jornal que não era uma brincadeira.
Em um artigo publicado por um jornal socialista da Rússia, um suposto ufólogo diz que as queimaduras supostamente feitas pelo OVNI foram apenas queimaduras comuns.